# Thomas Hawkins (nhà địa chất)

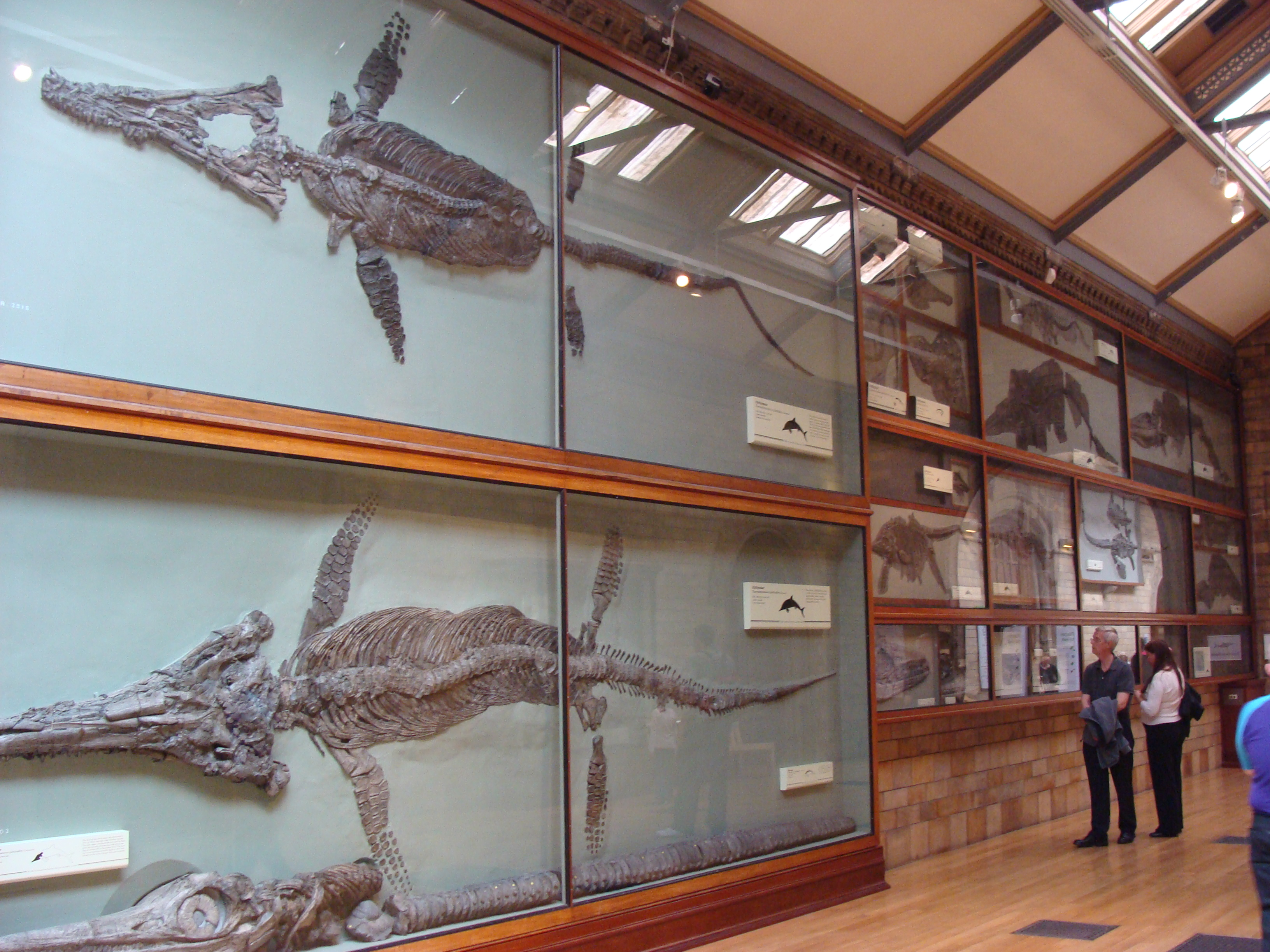
Những mẫu vật của Hawkins được trưng bài tại Bảo tàng Lịch sử Tự nhiên London

Thomas Hawkins (1810–1889) là một nhà sưu tầm hóa thạch người Anh, đặc biệt là hóa thạch của Ichthyosaurs và Plesiosaurs.

Ông sống ở Glastonbury. Hawkins đã kiếm đựợc một khoản tiền từ những hóa thạch nằm lộ thiên do sự xói mòn ở Lyme Regis trên bờ biển Dorset và tại các mỏ đá ở Street và Edgarley, Somerset. Ông cũng thu thập mẫu vật địa chất trên ở Isle of Wight. Bộ sưu tập đầu tiên của ông đã được bán cho Bảo tàng Lịch sử tự nhiên với giá £ 3.000. Hawkins đã công bố một số văn bản giữa những năm 1830 và 1850. Hai văn bản nổi tiếng nhất là Memoirs of Icthyosaurii and Plesiosaurii (1835)(tạm dịch: Hồi ký về Icthyosaurii và Plesiosaurii) và The Book of the Great Sea Dragons - tiêu đề gốc The book of the great sea-dragons, Ichthyosauri and Plesiosauri, [gedolim taninim] gedolim taninim, of Moses. Extinct monsters of the ancient earth. With thirty plates, copied from skeletons in the author's collection of fossil organic remains, (gửi tới Bảo tàng Anh.) (London, W. Pickering, 1840) (tạm dịch là Cuốn sách về nhưng con rồng biển khổng lồ, Ichthyosauri và Plesiosauri, [gedolim taninim] gedolim taninim, của Moses. Những con quái vật đã tuyệt chủng của Trái đất cổ đại,. Với ba mươi tấm, sao chép từ các bộ xương trong bộ sưu tập của tác giả về những hóa thạch).  Ông được chôn cất tại Ventnor trên Isle of Wight. Hawkins là một hội viên của Hội địa chất London.

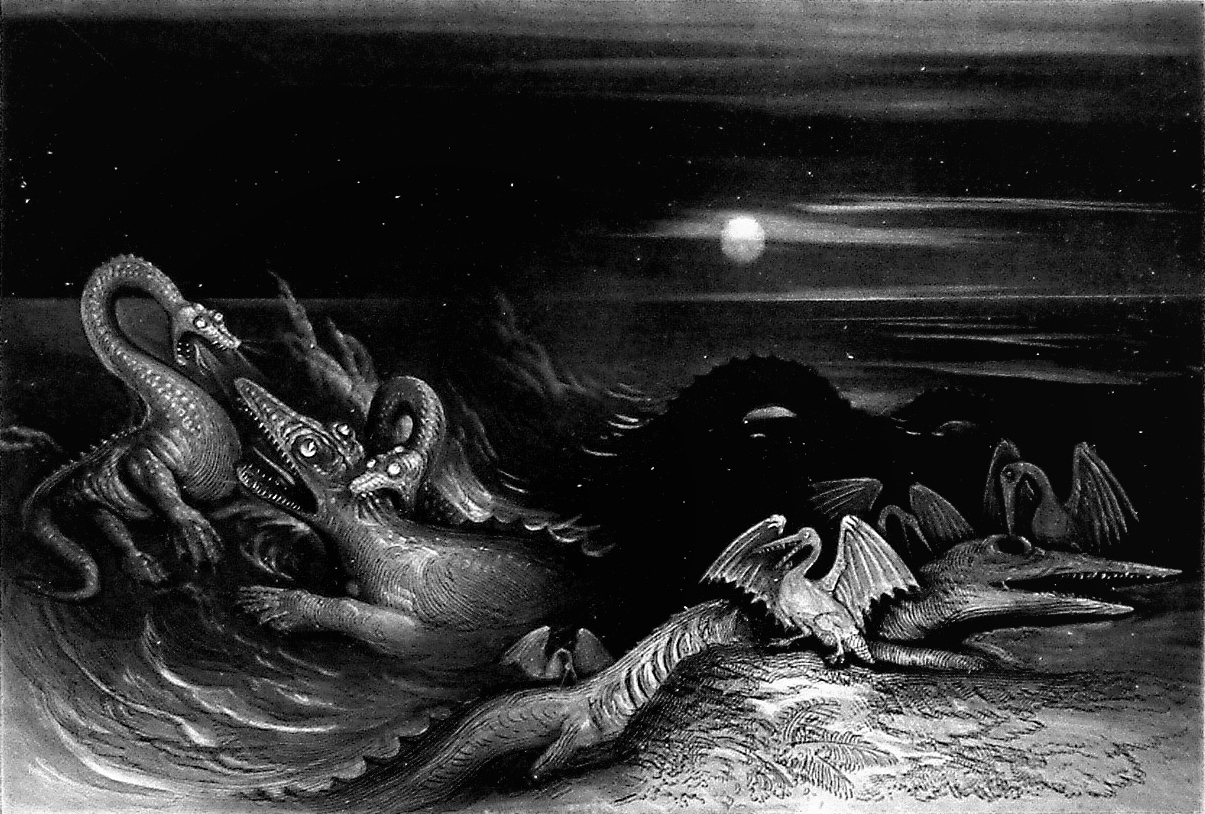
Bìa trước của cuốn The book of the Great Sea Dragons